# Пандор
Пандо́р (дав.-гр. Πάνδωρος) — персонаж давньогрецької міфології, син царя Афін Ерехтея і
Праксіфеї, брат Кекропса, Метіона, Прокріди, Креуси, Хтонії, Орітії, ймовірно Протогонії і Пандори. Його мати принесла в жертву його сестер Хтонію, Протогонію і Пандору задля перемоги афінян у війні з Елефсіном.
По смерті батька усі сини претендували на його трон в Афінах, переміг Кекропс, через що Пандор був змушений виїхати до Евбеї, куди згодом втік і Кекропс, якого було скинуто з трону. Там брати створили колонію Халкіду. Там в нього народився син Діос, який надалі заснував однойменне місто.  
Також Пандором називали Пандарея, сина Меропа. Ще ім'я Пандор мав один з єгипетських хроністів.